# Oblast de Mykolaiv
Mykolaiv ou Micolaíve (ucraniano: Миколаїв) é uma região (óblast) da Ucrânia, sua capital é a cidade de Mykolaiv. Foi criada em 22 de setembro de 1937.

## História recente
Durante a invasão russa da Ucrânia em 2022, o exército russo invadiu a província a partir do Oblast de Kherson, atacando até Voznesensk. Eles foram repelidos em Voznesensk, e sua tentativa de tomar Mykolaiv falhou. Desde abril de 2022, quase toda a província estava sob controle ucraniano, exceto o extremo sudeste e a península de Kinburn. Quando a Rússia anexou o Oblast de Kherson em setembro de 2022, incorporou as áreas ocupadas do Oblast de Mykolaiv. Um oficial militar ucraniano anunciou a retirada russa do Oblast de Mykolaiv em 10 de novembro de 2022.
Em 4 e 5 de julho de 2022, durante uma Conferência Internacional de Recuperação da Ucrânia (URC 2022) em Lugano, a Suíça se comprometeu a apoiar a reconstrução da região de Mykolaiv.